# Kitsuné Music
Kitsuné Music är ett franskt electronicaskivbolag grundat 2002. Det är en del av Kitsuné modes etiketten (Kitsuné Fashion Label) grundat av Gildas Loaëc (Roulé), Patrick Lacey, Masaya Kuroki, Benjamin Reichen, Kajsa Ståhl och Maki Suzuki.
Namnet kommer från japanska ordet "kitsune" (きつね, 狐), som bokstavligen betyder rödräv.

## Artister med skivsläpp hos Kitsuné Music
- Adam Sky
- Alan Braxe
- Alex Gopher
- Appaloosa
- Archigram
- autoKratz
- Beni
- Black Strobe
- Bloc Party
- Boys Noize
- Cazals
- Chew Lips
- Crystal Castles
- Crystal Fighters
- Cut Copy
- Digitalism
- Does It Offend You, Yeah?
- Guns N' Bombs
- Fantastic Plastic Machine
- Fischerspooner
- Foals
- Fred Falke
- Hadouken!
- Heartsrevolution
- Hot Chip
- Icona Pop
- I Scream Ice Cream
- Joe and Will Ask?
- Kaos
- Khan
- Klaxons
- Lacquer
- La Roux
- Lo-Fi-Fnk
- Lost Valentinos
- Passions
- Metronomy
- Pin Me Down
- Playgroup
- Phones (Paul Epworth)
- Popular Computer
- Punks Jump Up
- Romuald
- Shakedown
- Simian Mobile Disco
- Slagsmålsklubben
- Ted & Francis
- The Teenagers
- The Things
- Tom Vek
- Tomboy
- Towa Tei
- Two Door Cinema Club
- VHS or Beta
- The Whip
- The Whitest Boy Alive
- Wolfmother
- Yelle
- You Love Her Coz She's Dead

## Diskografi

### Studioalbum
- Coming on Strong – Hot Chip (2005)
- Idealism – Digitalism (2007)
- What of Our Future – Cazals (2008)
- Down & Out in Paris & London – autoKratz (2008)
- Animal – autoKratz (2009)
- Tourist History – Two Door Cinema Club (2010)
- Star of Love – Crystal Fighters (2010)
- Native To – Is Tropical (2011)
- Alesia – Housse de Racket (2011)
- Here We Are – Citizens! (2012)
- Beacon – Two Door Cinema Club (2012)

### Samlings- och remixalbum
| - Kitsuné Love (2002) - Kitsuné Midnight (2004) - Kitsuné X (2005) - Kitsuné Maison Compilation (2005) - Kitsuné Maison Compilation 2 (2006) - Kitsuné Maison Compilation 3 (2006) - Kitsuné Maison Compilation 4 (2007) - Kitsuné BoomBox Mixed by Jerry Bouthier (2007) - Kitsuné Maison Compilation 5 (2008) - Gildas & Masaya – Paris (2008) - Kitsuné Tabloid Compiled & Mixed by Digitalism (2008) - Kitsuné Maison Compilation 6 (2008) - Gildas & Masaya – New York (2009) - Kitsuné Remixes Album #1 (2009) - Kitsuné Tabloid by Phoenix (2009) - Kitsuné Maison Compilation 7: The Lucky One (2009) - Kitsuné Remixes Album #2 (2009) - Kitsuné Maison Compilation 8 (2009) - Gildas & Masaya – Tokyo (2010) - Kitsuné Maison Compilation 9: Petit Bateau Edition (2010) | - Kitsuné x Ponystep Mixed by Jerry Bouthier (2010) - Kitsuné Remixes Album #3 (2010) - Kitsuné Maison Compilation 10: The Fireworks Issue (2010) - André & Gildas – Kitsuné Parisien (2011) - Kitsuné Maison Compilation 11: The Indie-Dance Issue (2011) - Gildas Kitsuné Club Night Mix (2011) - Kitsuné Tabloid by The Twelves (2011) - Kitsuné Maison Compilation 12: The Good Fun Issue (2011) - Gildas Kitsuné Club Night Mix #2 (2011) - André & Gildas – Kitsuné Parisien II (2012) - Kitsuné America (2012) - Kitsuné Maison Compilation 14: The 10th Anniversary Issue (2012) - Gildas Kitsuné Club Night Mix #3 (2012) - André & Gildas – Kitsuné Parisien III (2013) - Kitsuné America 2 (2013) - Kitsuné Maison Compilation 15 (2013) - Kitsuné New Faces (2014) - Kitsuné America 3 (2014) - Kitsuné Maison Compilation 16: The Sweet Sixteen Issue (2014) |